# Султан Мухаммед, Низамеддин
Низамеддин Султан Мухаммед (1470-е, Тебриз — 1555, там же) — персидский художник, представитель тебризской школы миниатюры.

## Жизнь и творчество
Султан Мухаммед был крупнейшим персидским художником XVI века. Историограф персидской живописи Дуст Мухаммад оставил о нём такой отзыв:

«…Первым идет Устад Низам ал-Дин Султан Мухаммед, кто был единственным в своей эпохе. Всевидящие глаза рока не видели ему подобных…»
 Действительно, творчество Султана Мухаммеда являет собой пик в развитии так называемой «тебризской школы», и пик сефевидской живописи, процветавшей при дворе шаха Тахмаспа I.
Дата рождения художника неизвестна, однако все исследователи согласны с тем, что он был уроженцем Тебриза, крупнейшего культурного центра средневекового Ирана. По всей вероятности, Султан Мухаммед большую часть своей жизни прожил в этом городе, никуда не выезжая. Часть специалистов считают его учеником тебризского художника и резчика по слоновой кости Ага Мирека, хотя разница в их возрасте, должно быть, была невелика. К тому моменту, когда Тебриз в 1501 году перешёл в руки сефевидского шаха Исмаила I, художник возглавлял процветавшую китабхане с хорошо налаженным производством манускриптов.
В конце XV — начале XVI веков Тебриз был центром живописи, которую принято называть «туркменским стилем». Дело в том, что в этот период западный Иран по большей части находился во владении туркменских племенных объединений, правители которых не были равнодушны к искусству, и поддерживали существовавшую в Тебризе китабхане. Стиль, который был присущ тебризской мастерской того времени, отличает склонность к буйной фантазии в изображении пейзажей и растений, перенасыщенность разного рода деталями. Эта традиция, шедшая от таких художников, как Шейхи и Дервиш Мухаммад, работавших в последней четверти XV века, пришлась по вкусу шаху Исмаилу I, который поощрял её. «Туркменский» стиль тебризской китабхане сильно отличался от стиля, процветавшего в это время в Герате, где художники круга Бехзада достигали композиционной уравновешенности и гармонии, не впадая в излишества.
Шах Тахмасп I, который своё детство провел в Герате, не просто любил искусство, но сам увлекался живописью (сохранилось несколько принадлежащих его руке миниатюр). После неожиданной смерти своего отца, в 1522 году он стал шахом в возрасте ок. 10 лет, и переехал из Герата в Тебриз. Туда же за своим владыкой последовала и часть художников гератской китабхане. Это событие стало поворотным пунктом в развитии тебризской живописи, поскольку богатый излишествами «туркменский» стиль встретился в этот момент с гармоничной гератской школой, результатом чего стал новый художественный синтез, который так ярко отразился в творчестве Султана Мухаммеда.
Одной из самых первых известных работ художника считается миниатюра «Спящий Рустам» («Пока Рустам спит, его конь Рахш бьется со львом») из рукописи «Шахнаме» Фирдоуси, создававшейся в Тебризе в 1515-22 годах. Ранее были известны 4 миниатюры, вырезанные из этого манускрипта, но три из них впоследствии были утеряны. Пейзаж миниатюры фантастичен, а пространство так плотно забито растительностью, что, кажется, среди неё трудно дышать. Интересно, что шах Тахмасп не стал включать эту миниатюру в свой вариант «Шахнаме», который он заказал мастерской, поскольку, видимо, она не отражала его вкусы.
Другим примером цветистого тебризского «туркменского» стиля в творчестве Султана Мухаммеда является миниатюра из «Шахнаме», созданная в 1520—1522 годах, хранящаяся ныне в музее Метрополитен, Нью-Йорк. На ней изображен «Пир Сады» — сюжет, связанный с мифическим древнеперсидским царем Хушангом, сделавшим множество полезных изобретений, и, в частности, научившим добывать огонь (он выстрелил из лука в могучего змея, но стрела попала в скалу и высекла искры). Вокруг огня и построена вся сцена. В миниатюре множество интересных деталей, в частности Султан Мухаммед изображает в ней антропоморфные очертания скал, что в дальнейшем он будет делать неоднократно.
Большинство приписываемых руке Султана Мухаммеда произведений не имеют его подписи. Две миниатюры из «Дивана» (сборника стихов) Хафиза, которые датируются 1525 годом, его подпись имеют. Рукопись была создана для Сама Мирзы, брата шаха Тахмаспа. Из пяти её миниатюр до наших дней дошло только четыре. Одна из них подписана учеником Бехзада, художником Шейхзаде, две Султаном Мухаммедом. Самой интересной является миниатюра «Аллегория винопития» (или как ещё её называют «Винопитие на земле и небесах»). На ней изображены всевозможные сценки, связанные с винным весельем, вплоть до пьющих вино ангелов. Под ними в окне можно видеть сильно перебравшего поэта, в нижней части здания изображена винная лавка, за оградой которой царит настоящее пьяное веселье: дервиши (изображены в обычных чалмах) пустились в пляс, а придворные (в чалмах с высоким таджем) допились до того, что целуют ноги. В верхней части написаны две строки из Хафиза, который множество своих газелей посвятил воспеванию радостей винопития. Особенно забавны вошедшие в пьяный экстаз музыканты. Судя по архитектурным кулисам, влияние гератского стиля здесь уже сказалось на манере Султана Мухаммеда.
В 1526—1527 годах художник наряду с тем же Шейхзаде иллюстрировал «Диван» Навои (Париж, Национальная библиотека). Из пяти иллюстраций в нём кисти Султана Мухаммеда принадлежит всего одна.
С 1510-х годов Султан Мухаммед был ведущим художником шахской мастерской. Мусульманские историки искусства сообщают, что он, кроме работы в шахской китабхане, занимался обучением шаха Тахмаспа секретам художественного мастерства. Однако, его творчество не ограничивалось исключительно миниатюрой. Известно, что он был дизайнером фаянса, а также совместно со своим сыном создавал эскизы рисунков для знаменитых персидских ковров со сценами охоты. Кроме того, Султан Мухаммед занимался ювелирным делом; согласно историческим свидетельствам, им были созданы удивительные часы со шкатулкой, из которой каждый час появлялась женская фигурка и ударяла в гонг. Эти часы стояли в библиотеке Алишера Навои. Историки также отмечают энциклопедический склад ума этого мастера, а также его способность отметить острую мысль своего собеседника.
Вершиной творчества Султана Мухаммеда является участие в грандиозном проекте шаха Тахмаспа — большом манускрипте «Шахнаме» Фирдоуси, исполнение которого длилось несколько лет, примерные даты — с 1525 по 1535 год. В книге было 742 страницы размером 47 х 31,8 см, множество иллюминаций, и 258 больших миниатюр. В проекте принимали участие все ведущие художники шахской китабхане — Ага Мирек, Мир Мусаввир, Мир Сеид Али, Музаффар Али, Мирза Али, Султан Мухаммед. Ещё при жизни художника несомненным шедевром среди иллюстраций этой рукописи считалась миниатюра «Двор Каюмарса». Дуст Мухаммад в своем трактате от 1544 года оставил о ней восторженные отзывы. Эту работу считают кульминацией «туркменского» стиля в искусстве сефевидов. На миниатюре изображен легендарный «вселенной властелин», первый персидский царь Каюмарс, восседающий в горной выси, одетый в леопардовую шкуру:

«Себя и всех людей, для новых дел,

Он шкурами звериными одел.

Довольство он людскому дал жилищу —

Людей он научил готовить пищу»
— Фирдоуси, «Шахнаме». — М., 1972.
Справа от Каюмарса художник изобразил его сына, будущего царя Сиямака, слева — его внука, будущего царя Хушанга. Художник буквально упивается жизнью и природой, изображая драгоценные камни скал, пышную зелень, китайские облака «чи» на золотом фоне, драматически изогнутые деревья, зверей и людей. В миниатюре видна попытка передать глубину пространства в манере, присущей китайской пейзажной живописи.
Другим, не столь впечатляющим, как грандиозное «Шахнаме» Тахмаспа, было создание в 1539—1543 годах манускрипта «Хамсе» Низами (Лондон, Британская библиотека), в котором Султан Мухаммед принял участие. В проекте вновь участвовали многие лучшие художники шахской китабхане, но было создано всего 14 миниатюр. Кисти Султана Мухаммеда приписывается, пожалуй, самая замечательная из них — «Мирадж пророка Мухаммеда». Легкость и мастерство, с которыми изображены ангелы в разнообразных позах и ракурсах, поражают. В миниатюре видно сильное влияние китайской живописи — развевающиеся ленты, и типично китайские облака, временами похожие на летящих драконов. Лица ангелов в верхней левой части были переписаны в 1675 году художником Мухаммадом Заманом.
Кроме миниатюр Султан Мухаммед создал множество портретов на отдельных листах — жанр, всё более входивший в моду в XVI веке. Характерным примером такой живописи можно назвать лист «Принц, читающий книгу» из Российской Национальной библиотеки, Санкт Петербург, который датируется 1540-ми годами.
Тем временем представления шаха Тахмаспа претерпевали довольно любопытную эволюцию. В середине 1530-х годов он поклялся отказаться от винных возлияний, а в середине 1540-х годов он разочаровался в живописи и каллиграфии. Закончил Тахмасп тем, что в 1556 году, впав в глубокую религиозную ортодоксию, издал «Эдикт искреннего раскаяния» и поставил светское искусство вне закона на всей территории царства. Вероятно, что будучи близким шаху человеком, Султан Мухаммед следовал за ним и в этом, поскольку с конца 1540-х годов никаких его произведений не известно.
У Султана Мухаммеда было два сына, которые также впоследствии стали миниатюристами — Мирза Али и Мухаммеди. Художником стал также его внук Мир Зейналабидин.